# Іванківська волость (Переяславський повіт)
Іванківська волость — адміністративно-територіальна одиниця Переяславського повіту Полтавської губернії з центром у селі Іванків.
Утворена наприкінці XIX століття.
Старшинами волості були:
- 1900 року — селянин Матфій Павлович Нестеренко[1];
- 1903—1907 роках — козак Степан Карпович Тур[2],[3],[4],[5];
- 1913 року — Василь Данилович Дорошено[6];
- 1915—1916 роках — Тит Григорович Ющенко[7],[8].